# Волтерхил (Тенеси)
Волтерхил (енгл. Walterhill) насељено је место без административног статуса у америчкој савезној држави Тенеси.

## Демографија
По попису из 2010. године број становника је 401, што је 1.122 (-73,7%) становника мање него 2000. године.
| Група             | 2000.         | 2010.       |
| Белци             | 1.390 (91,3%) | 353 (88,0%) |
| Афроамериканци    | 101 (6,6%)    | 25 (6,2%)   |
| Азијати           | 4 (0,3%)      | 1 (0,2%)    |
| Хиспаноамериканци | 12 (0,8%)     | 18 (4,5%)   |
| Укупно            | 1.523         | 401         |